# Синдром Капгра
Синдро́м Капгра́, также известный как бред Капгра́, синдром неузнавания, синдром или бред ложного узнавания (англ. misidentification delusion), — психопатологическое расстройство, при котором больной убеждён, что кого-то из его окружения (мужа, жену, родителей и т. п.) заменил его двойник («симптом отрицательного двойника»), либо когда больной принимает неизвестных лиц за знакомых, родственников («симптом положительного двойника»). Больной также может утверждать, что плохие поступки, которые приписывают его авторству, совершил его двойник, который в точности похож на него.
Синдром Капгра включает бред положительного двойника, бред отрицательного двойника, симптом Фреголи и бред собственного двойничества

## История
Впервые описан французским психиатром Жозефом Капгра (1873—1950) в 1923 году, под названием «иллюзия двойников». Но термин «иллюзия» в психиатрии имеет другое значение, поэтому это название не прижилось.
Типичный случай из отчёта Пассера и Варнока (1991):
Миссис Д., 74-летняя замужняя домохозяйка… верила, что её муж заменён другим посторонним мужчиной. Она отказалась спать с самозванцем, запирала спальню, попросила у сына пистолет и вступила в борьбу с полицейскими, пришедшими её госпитализировать. Иногда она верила, что её муж был её давно умершим отцом. Остальных членов семьи она легко узнавала.
Пример пациента, который убеждён в существовании своего двойника, приведён в учебнике психиатрии Самохвалова:

Пациент Л. уверяет, что его неправильное поведение вовсе не его поведение, а его близнеца, который был подброшен родителями и оказался за границей. Теперь он действует от его лица, чтобы его завербовать. «Он точно такой же, как я, и даже так же одет, но всегда совершает поступки, на которые бы я не решился. Вы говорите, что это я разбил дома окно. Это не так, я в это время был в совершенно другом месте».

Бред отрицательного двойника часто сочетается с другими симптомами или является частью психических болезней, например шизофрении и неврологических болезней. Некоторые исследователи поэтому считают его симптомом, а не синдромом. Часто синдром Капгра сочетается с явлениями психического автоматизма.
Есть сильные свидетельства в пользу того, что причина бреда отрицательного двойника, хотя бы отчасти, — в отсутствии эмоционального отклика на знакомые лица. При этом способность узнавать лица остаётся хорошей (хотя и не всегда полностью сохраняется). Такое нарушение противоположно прозопагнозии, при которой способность узнавать лица теряется, но знакомые лица вызывают эмоциональный отклик, определяемый, например, по кожному сопротивлению.
Этот и другие подобные результаты позволили получить информацию о нормальном механизме распознавания лиц. Изучение психических болезней с целью получить информацию о нормальном функционировании мозга и сознания называется когнитивной нейропсихиатрией, и изучение бреда отрицательного двойника было одним из первых успехов в этой области.

## Этиология
Возникновение синдрома Капгра может быть связано с тем, что вначале зрительная информация направляется в веретенообразную извилину (фузиформу), где происходит различение объектов, включая и лица. Полученные результаты передаются из веретенообразной извилины по третьему пути в миндалевидное тело, которое осуществляет эмоциональную проверку вещи или лица и вырабатывает соответствующую эмоциональную реакцию. Повреждаются волокна, связывающие фузиформу, частично через верхнюю височную борозду, с миндалевидным телом, в то время как обе эти структуры, а вместе с ними и второй путь, остались совершенно неповрежденными. Поскольку миндалевидное тело и остальная часть лимбической системы не были поражены, пациент может проявлять положительные и отрицательные эмоции как всякий нормальный человек. Между тем сама связь между восприятием и эмоциями была разорвана, поэтому близкий человек не вызывает должных чувств.

## Лечение
Индивидуальная терапия может быть лучше всего для лечения бреда человека. Стойкость необходима в установлении терапевтического сочувствия, без проверки бредовой системы пациента. Часто необходимо открыто противостоять системе заблуждений. Когнитивные методы, которые включают в себя тестирование реальности и рефрейминг, можно использовать достаточно эффективно. Нейролептики и другие терапевтические средства были использованы с относительным успехом.